# Da zero a tre
Da zero a tre è un box raccolta di Renato Zero pubblicato nel 2011. Contiene i primi tre album del cantante romano.

## Tracce

### Disco 1:No! Mamma, no!(1973)
1. Paleobarattolo
2. Nonsense pigro
3. Sergente, no!
4. TK6 chiama torre controllo
5. 0/1023
6. Nell'archivio della mia coscienza
7. Dana
8. Ti bevo liscia
9. Make-up, make-up, make-up
10. Sogni nel buio
11. No! mamma, no!

### Disco 2:Invenzioni(1974)
1. Qualcuno mi renda l'anima
2. L'evento
3. 113
4. Inventi
5. Metrò
6. Il tuo safari
7. Tu che sei mio fratello
8. Vamos
9. Mani
10. Depresso

### Disco 3:Trapezio(1976)
1. Il caos
2. No! Mamma, no!
3. Metrò
4. Inventi
5. Una sedia a ruote
6. Motel
7. Scegli adesso oppure mai
8. Un uomo da bruciare
9. Hanno arrestato Paperino
10. Madame
11. Salvami!